# 康斯坦蒂夫卡
49°46′44″N 36°15′20″E / 49.77889°N 36.25556°E
康斯坦蒂夫卡（羅馬化：Kostiantivka）是位於烏克蘭東部的村莊，由哈爾科夫州丘胡伊夫区的茲米伊夫市鎮負責管轄。該村始建於1661年，面積1.96平方公里，海拔高度158米，2001年人口424，人口密度每平方公里216.9人。